# Pyrrhura hoematotis
Pyrrhura hoematotis là một loài chim trong họ Psittacidae.